# Halofilia
Dizem-se halófilos (do grego halo - sal + filo - amigo) os organismos extremófilos que podem desenvolver-se em ambiente com altas concentrações de sal. Embora o termo seja provavelmente mais frequentemente aplicado a alguns halófilos classificados no domínio Archaea, comumente chamadas de haloarchaea. Existem também bactérias halófilas e alguns eucariontes, como a alga Dunaliella salina. Algumas espécies bem conhecidas apresentam coloração vermelha devido à presença de compostos carotenoides, tais espécies contêm o pigmento fotossintético bacteriorrodopsina. 

## Classificação
Halófilos são classificados de acordo com as necessidades ou tolerâncias de concentrações de sal.  São denominados como: Halotolerantes resistem ou crescem em concentrações de sal de (1-6%), halófilos moderados (6-15%) e halófilos extremos de (15-30%) podendo sobreviver em até 32% (limite de saturação do NaCl), sendo capazes de crescer em até 5,5 M de NaCl em habitats hipersalinos.  Os desafios impostos em microrganismos halófilos no ambiente natural são principalmente relacionados à alta desidratação e ao estresse osmótico. 

### Adaptações a condições extremas
Ambientes hipersalinos são extremamente limitantes para a maioria das formas de vida, por consequência, são poucas as formas de vida que conseguem prosperar nesses ambientes. As células de microrganismos halofílicos são extremamente adaptadas para gerar estratégias diferentes para prevenir a dessecação através circulação osmótica de água para fora do seu citoplasma. Os lipídios são extremamente importantes em fornecer resistência a salinidade extremam adaptados a membrana de halófilos, que por sua vez, têm o caráter de permeabilidade de sódio em altas concentrações de sal, em halófilos extremos a osmorregulação é o que mantêm o equilíbrio osmótico feito por sais acumulado na membrana. Halofílicos podem usar uma variedade de fontes de energia. Eles podem ser aeróbia ou anaeróbia. Halófilos anaeróbias incluem fototróficas, fermentativa, redutoras de sulfato, e espécies metanogênicas.
As células de halófilos extremos são frágeis quando colocadas em água destilada, que imediatamente acaba ocorrendo a lise celular a partir da mudança em condições osmóticas.

### Sobrevivendo aos limites extremos - vida em sal saturado

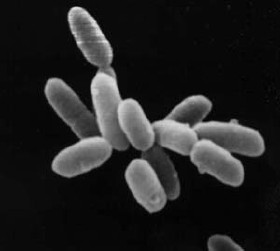
Halobacterium salinarum NRC-1

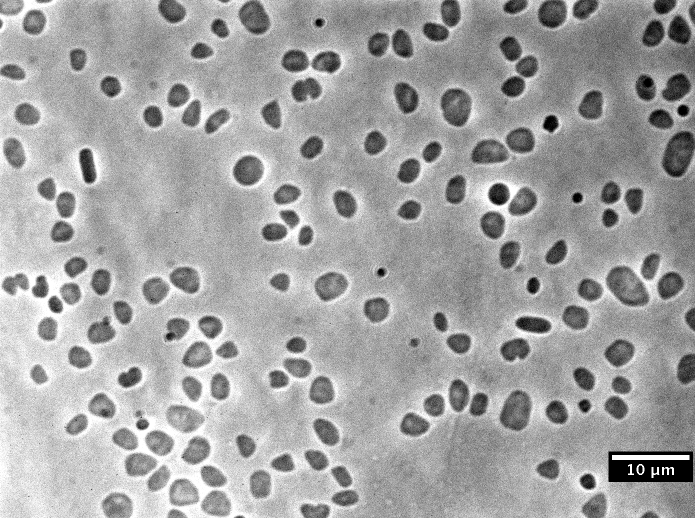
Haloferax volcanii

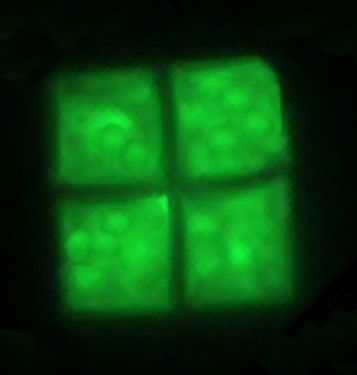
Haloquadratum walsby

As bactérias halofílicas podem ser encontradas na Lagoa salina de água branca, Arequipa. Haloarchaea geralmente são prospera em ambientes como lagos hipersalinos, como o Mar Morto, Grande Lago Salgado, também podem ser encontradas em  alimentos de alto teor salino, tais como carne de porco salgada e peixes marinhos.
As exigências de altas concentrações de sal em Archaea são exclusivas da família Halobacteriaceae, normalmente encontradas em água saturada ou próxima da saturação. Em ambiente natural, os halófilos têm suas proteínas permanentemente expostas a baixa atividade de água e com condições iônicas, o que permitem o alto teor de sal, e consequentemente, possibilita a resistência à radiação e dessecação. Uma vasta gama de haloarchaea foram isoladas a partir de ambientes hipersalinos, incluindo membros dos gêneros: Halobacterium, Haloferax, Halogeometricum, Halococcus, Haloterrigena, Halorubrum, e Haloarcula.
A espécie Halobacterium salinarum é um microrganismo modelo em Archaea, possui célula flagelada  que mostra o comportamento tático. Além de poder detectar aminoácidos essenciais (quimiotaxia) e compostos osmoticamente ativos (osmotaxia), também pode responder à luz (fototaxia) e pode sentir oxigênio (aerotaxia), exige a necessidade de altas concentrações de sal ou até mesmo viver em sal saturado.  As adaptações fisiológicas e metabólicas são extremamente importantes para o compreendimento do funcionamento de membranas celulares, o estudo de proteínas como a bacteriorodopsina  (BR), que é uma bomba de prótons acionada por luz que converte a energia da luz em um gradiente de prótons, em um processo de conversão de luz em energia química para dentro da célula. Sendo uma das proteínas de transdução mais bem estudadas. Além de ser um análogo plausível à potencial vida halófila em Marte.
Haloferax volcanii é uma Archaea halofílica moderada, foi isolada do Mar Morto em 1975. É uma espécie muito versátil que pode crescer em meio sintético com ampla variedade de fontes de carbono, com o ótimo de crescimento em torno de 2,2 M em temperatura de 42º C.
Haloquadratum walsbyi (ou seja, "quadrado de sal de Walsby") que foi isolada em 1980 por AE Walsby no Gavish Sabkha, em uma piscina de salmoura na Península Sinai no Egipto, em uma forma de célula única - a de um quadrado extremamente fino, sendo a sua característica mais conhecida. Podendo também ser encontrada em de água hipersalina em todo o mundo. Sendo um dos microrganismos mais halofílicos conhecidos como uma maior concentração de sais de magnésio provocando a esterilização de salmouras, podendo ser 80% da biomassa da salmoura.

### Panorama astrobiológico
As Archaea halofílicas são conhecidas por tolerar múltiplas condições extremas na Terra que servem como análogo a ambientes extraterrestre, como por exemplo o solo marciano. Entretanto, têm sido importantes modelos em pesquisas relacionadas a Astrobiologia.